# Banister Fletcher
Banister Fletcher (Londra, 15 febbraio 1866 – Londra, 17 agosto 1953) è stato uno storico dell'architettura e architetto inglese.

## Saggi
- A history of architecture on the comparative method, in italiano Storia dell'architettura secondo il metodo comparativo, Milano, Martello, 1967.